# 황도윤
황도윤(黃度尹, 2003년 4월 9일 ~ )는 대한민국의 축구 선수로 포지션은 수비형 미드필더, 중앙 미드필더이며 현재 K리그1 FC 서울 소속이다.